# Ruensley Leuteria
Ruensley Leuteria (nacido el 17 de junio de 1992) es un futbolista internacional de Curazao que se desempeña en el terreno de juego como mediocampista ofensivo y delantero o extremo; su actual equipo es el CSD Barber de la primera división del Fútbol de las Antillas Neerlandesas.

## Trayectoria
- SV Centro Hubenil Mahuma  2010-2013

- CSD Barber  2013-presente